# 光亮双锥虫
光亮双锥虫（学名：Diploconus nitidus）为双锥虫科双锥虫属的动物。分布于厄加勒斯流、俾斯麦岛以及中国东海等海域。